# Pseudonchus pachysetosus
Pseudonchus pachysetosus is een rondwormensoort uit de familie van de Desmodoridae.